# امین جمیل
امین پیر جُمَیِّل (به عربی: أمين بيار الجميٌل) هشتمین رئیس‌جمهور لبنان است. او از ۲۳ سپتامبر ۱۹۸۲ تا ۲۲ سپتامبر ۱۹۸۸ رئیس‌جمهور لبنان بود.
وی در ۲۲ ژانویه ۱۹۴۲ به دنیا آمد و نوهٔ امین بشیر جمیل است.